# Rolf Gehring
Rolf Gehring, né le 25 novembre 1955 à Düsseldorf, est un ancien joueur de tennis professionnel allemand.
Sa première apparition au Classement ATP date du 20 décembre 1974, à la 249e place. Sa meilleure position est 38e, le 22 décembre 1980. Il fut classé dans le Top 100 durant 14 semaines.

## Palmarès

### Titre en simple (1)
| No | Date       | Nom et lieu du tournoi | Catégorie | Dotation | Surface      | Finaliste         | Score              |  |
| -- | ---------- | ---------------------- | --------- | -------- | ------------ | ----------------- | ------------------ |  |
| 1  | 19-05-1980 | BMW Open, Munich       |           | 75 000 $ | Terre (ext.) | Christophe Freyss | 6-2, 0-6, 6-2, 6-2 |  |

### Finales en simple (2)
| No | Date       | Nom et lieu du tournoi                     | Catégorie       | Dotation  | Surface      | Vainqueur       | Score                   |  |
| -- | ---------- | ------------------------------------------ | --------------- | --------- | ------------ | --------------- | ----------------------- |  |
| 1  | 20-11-1978 | Tournoi de tennis de Bogota, Bogota        | GP World Series | 50 000 $  | Terre (ext.) | Víctor Pecci    | 6-4, 3-6, 6-3, 6-3      |  |
| 2  | 17-11-1980 | South American Championships, Buenos Aires |                 | 175 000 $ | Terre (ext.) | José Luis Clerc | 6-7, 2-6, 7-5, 6-0, 6-3 |  |

### Finale en double (1)
| No | Date       | Nom et lieu du tournoi        | Catégorie | Dotation  | Surface         | Vainqueurs                 | Partenaire | Score    |  |
| -- | ---------- | ----------------------------- | --------- | --------- | --------------- | -------------------------- | ---------- | -------- |  |
| 1  | 08-02-1982 | Richmond WCT Classic Richmond |           | 300 000 $ | Moquette (int.) | Mark Edmondson Kim Warwick | Syd Ball   | 6-4, 6-2 |  |

### En Grand Chelem
- Internationaux de France : huitième de finale en 1977 et 1978.